# پاولوف (ناحیه پلهریموف)
پاولوف (به چکی: Pavlov) یک منطقهٔ مسکونی در جمهوری چک است که در ناحیه پلهریموو واقع شده‌است. پاولوف ۱٫۷۴ کیلومتر مربع مساحت و ۱۳۶ نفر جمعیت دارد و ۵۲۲ متر بالاتر از سطح دریا واقع شده‌است.